# Камден (Північна Кароліна)
Камден (англ. Camden) — переписна місцевість (CDP) в США, в окрузі Кемден штату Північна Кароліна. Населення — 620 осіб (2020).

## Географія
Камден розташований за координатами 36°19′31″ пн. ш. 76°10′9″ зх. д. / 36.32528° пн. ш. 76.16917° зх. д. (36.325193, -76.169189).  За даними Бюро перепису населення США в 2010 році переписна місцевість мала площу 4,11 км², з яких 4,09 км² — суходіл та 0,02 км² — водойми.

## Демографія
Згідно з переписом 2010 року, у переписній місцевості мешкало 599 осіб у 264 домогосподарствах у складі 159 родин. Густота населення становила 146 осіб/км².  Було 294 помешкання (72/км²).
Расовий склад населення:
| - 84,3 % — білих - 8,7 % — чорних або афроамериканців - 1,3 % — азіатів - 0,7 % — корінних американців - 1,5 % — осіб інших рас |

До двох чи більше рас належало 3,5 %. Частка іспаномовних становила 3,8 % від усіх жителів.
За віковим діапазоном населення розподілялося таким чином: 23,0 % — особи молодші 18 років, 61,3 % — особи у віці 18—64 років, 15,7 % — особи у віці 65 років та старші. Медіана віку мешканця становила 41,2 року. На 100 осіб жіночої статі у переписній місцевості припадало 99,0 чоловіків;  на 100 жінок у віці від 18 років та старших — 91,3 чоловіків також старших 18 років.
Середній дохід на одне домашнє господарство  становив 66 919 доларів США (медіана — 51 055), а середній дохід на одну сім'ю — 72 540 доларів (медіана — 47 569). За межею бідності перебувало 9,4 % осіб, у тому числі 21,6 % дітей у віці до 18 років та 0,0 % осіб у віці 65 років та старших.
Цивільне працевлаштоване населення становило 364 особи. Основні галузі зайнятості: освіта, охорона здоров'я та соціальна допомога — 26,1 %, публічна адміністрація — 20,3 %, виробництво — 17,9 %.